# قلعه میغان
قلعه میغان مربوط به دوران‌های تاریخی پس از اسلام است و در شهرستان نهبندان، روستای میغان واقع شده و این اثر در تاریخ ۲۵ اسفند ۱۳۷۹ با شمارهٔ ثبت ۳۶۸۷ به‌عنوان یکی از آثار ملی ایران به ثبت رسیده است.